# Helton, Cumbria
Helton eller Helton-Flecket är en by i Cumbria, England.